# Mozilla VPN
Mozilla VPN es una extensión del navegador web, una aplicación de escritorio y una aplicación móvil de código abierto desarrollada por Mozilla. Se lanzó en beta como Firefox Private Network el 10 de septiembre de 2019, y se lanzó oficialmente el 15 de julio de 2020 como Mozilla VPN.

## Funcionalidad
Mozilla VPN es una red privada virtual (VPN), que enmascara la dirección IP del usuario, oculta los datos de localización de los sitios web a los que accede el usuario y encripta toda la actividad de la red. Existe una versión gratuita de uso limitado por mes está disponible como una extensión del navegador web Firefox, y una versión de pago para toda la actividad de los dispositivos en los sistemas operativos móviles iOS y Android y los sistemas operativos de escritorio Microsoft Windows, macOS y Linux. La versión de pago de Private Network utiliza el servicio sueco Mullvad VPN, que utiliza el estándar WireGuard VPN , mientras que la versión gratuita utiliza el servicio estadounidense Cloudflare. También cuenta con servidores DNS personalizados y Multi-hop.

## Historia

Disponibilidad de Mozilla VPN en el mundo

La versión beta de la extensión del navegador web Firefox Private Network, gratuita y de uso limitado, se lanzó el 10 de septiembre de 2019 como parte del relanzamiento del Programa Piloto de Pruebas de Mozilla, un programa que permitía a los usuarios de Firefox probar nuevas características experimentales que se había cerrado en enero de 2019. La beta de la red privada virtual independiente basada en suscripción para Android, Microsoft Windows y Chromebook se lanzó el 19 de febrero de 2020, y la versión para iOS le siguió poco después.
Firefox Private Network fue renombrado como "Mozilla VPN" el 18 de junio de 2020, y lanzado oficialmente como Mozilla VPN el 15 de julio de 2020. En el momento de su lanzamiento, Mozilla VPN estaba disponible en seis países (Estados Unidos, Canadá, Reino Unido, Singapur, Malasia y Nueva Zelanda) para Windows 10, Android e iOS (beta). Tal y como estaba previsto, el servicio también se lanzó en Alemania y Francia en abril de 2021.
La empresa de ciberseguridad Cure53 realizó una auditoría de seguridad para Mozilla VPN en agosto de 2020, e identificó múltiples vulnerabilidades, incluida una de gravedad crítica.: 2  En marzo de 2021, Cure53 realizó una segunda auditoría de seguridad, en la que se observaron mejoras significativas desde la auditoría de 2020. La segunda auditoría identificó múltiples problemas, incluyendo dos vulnerabilidades de gravedad media y una de gravedad alta, pero concluyó que, en el momento de la publicación, solo quedaba una vulnerabilidad sin resolver, y que requeriría "un fuerte modo atacante financiado por estado" para ser explotable. Mozilla reveló la mayoría de las vulnerabilidades en julio de 2021, y publicó el informe completo de Cure53 en agosto de 2021.